# Рувим

Символ племені Рувима

Рувим (Реувен, івр. רְאוּבֵן) — згідно з біблійними книгами Буття та Числа , один з дванадцяти синів патріарха Якова. Старший син Якова від його першої дружини Лії (Бут. 29:32). Родоначальник покоління Рувимового утворившого плем'я Рувимове народу Ізраїля.

## Життєпис
Лія як народила Рувима сказала: «Господь споглянув на недолю мою, бо тепер покохає мене чоловік мій!»(Бут. 29:32). Внаслідок своєї нестриманості Рувим позбувся прав первородства внаслідок тяжкого гріха: він образив ложе батька, бо пізнав у ложі його наложницю Білгу (Бут. 35:22). 
 — сповістив йому при смерті своїй Яків. І це збулося, подальше потомство Рувима не відрізнялося ні своєю чисельністю, ні своєї силою. Проте Рувим відрізнявся добрим характером і щирою благородною вдачею. Він знайшов для своєї матері траву (корінь мандрагори), що лікує від безпліддя, а коли цю траву попросила у нього Рахіль, друга і кохана дружина Якова, Рувим дав і їй.
Так само Рувим був єдиним з братів Йосипа, який заступився за збереження його життя (Бут. 37:21-22). З метою врятувати Йосипа і згодом повернути його батькові він запропонував іншим братам не оскверняти себе кров'ю безневинно вбитого, а кинути Йосипа в рів. З Бут. 37:29 видно, що Рувима не було в той час, коли Йосип був проданий купцям в рабство. Не знайшовши Йосипа у рові, Рувим гірко плакав і кричав, думаючи, що брат його мертвий.
Ту ж саму шляхетність характеру проявив Рувим коли пропонував життя своїх власних синів, як заставу в забезпечення життя Веніямина (другого сина Рахілі від Якова), коли Яків відмовлявся відпустити його разом з братами в Єгипет (Бут. 42:37).

## Нащадки Рувима
Патріарх Яків із своїм родом перебував у Ханаані аж до переселення у Єгипет в провінцію Гасем. У Єгипті вийшло від його синів 12 колін (племен) народу ізраїльського. Разом з Рувимом до Єгипту прибули також і його сини& — Ханох, Паллу, Хецрон, Кармі (Бут. 46:9). Нащадки Рувима у  Єгипті утворили Рувимове плем'я, яке при виході євреїв з Єгипту склало 45500 дорослих, чоловіків здатних носити зброю (Чис. 1:20-21). Перед переходом через  Йордан їх кількість зменшилась до 43713 чоловік (Чис. 26:15-18). Рувимове плем'я як і інші племена, що походили від синів Лії, отримало наділ на півночі Ханаану та пізніше утворили Ізраїльське царство. Щодо точного місця розташування племені, то данні не зовсім точні. За (Чис. 32:37) їм належала область на західному березі ріки Йордан, північніше від племені Гада. Згідно з Стеллою Меша починаючи з 9 ст. до н. е.  ця земля належала гадитам. Мойсей благословив плем'я Рувима «Рувим хай живе, і нехай не помре, і число люду його нехай буде велике.»(Повт. 33:6).